# ホルヘ・マスヴィダル
ホルヘ・マスヴィダル（Jorge Masvidal、1984年11月12日 - ）は、アメリカ合衆国の男性総合格闘家、総合格闘技プロモーター。フロリダ州マイアミ出身。アメリカン・トップチーム所属。UFCにおける最短KO勝利記録（5秒）を保持している。ジョルジ・マスヴィダルとも表記される。

## 来歴
キューバ人の父親とペルー人の母親との間にフロリダ州マイアミで生まれる。子供の頃から学校やストリートでよく喧嘩をしていた。高校からレスリングを始め、その後、空手と総合格闘技を始めた。
2003年5月24日、18歳でプロ総合格闘技デビュー。
2005年4月21日、ハファエル・アスンソンと対戦し、0-3の判定負け。同年4月30日、Absolute Fighting Championships 12でジョー・ローゾンと対戦し、2RTKO勝ち。
2006年2月18日、Absolute Fighting Championships 15でデイビッド・ガードナーと対戦し、2RTKO勝ち。同年6月24日、Absolute Fighting Championships 17のAFCウェルター級王座決定戦でヌリ・シャクアーと対戦し、3-0の判定勝ちを収め王座獲得に成功した。
2007年7月14日、BodogFight: Alvarez vs. Leeでイーブス・エドワーズと対戦し、左ハイキックで2RKO勝ち。
2007年9月29日、Strikeforce初出場となったStrikeforce: Playboy Mansionでマット・リーと対戦し、1RTKO勝ち。

### 戦極
2008年6月8日、戦極初参戦となった戦極 〜第三陣〜でホドリゴ・ダムと対戦し、右ストレートで2RTKO負け。この試合での表記はジョルジ・マスヴィダルであった。
2008年9月28日、戦極 〜第五陣〜でライアン・シュルツと対戦し、パウンドで1RTKO勝ち。この試合より表記がホルヘ・マスヴィダルに変更された。同年11月1日、戦極 〜第六陣〜でハン・スーファンと対戦し、3-0の判定勝ち。

### Bellator
2009年4月3日、Bellator初出場となったBellator 1で行われたライト級トーナメント1回戦でニック・アガラーにTKO勝ちを収めた。5月1日の準決勝ではトビー・イマダと対戦、3Rにスタンディングでの三角絞めで絞め落とされ、決勝進出を逃した。
2009年11月7日、戦極 〜第十一陣〜で北岡悟と対戦し、パウンドで2RTKO勝ちを収めた。
2010年4月25日、吉田秀彦引退興行 〜ASTRA〜で小谷直之と対戦し、2-1の判定勝ちを収めた。同年9月11日、Shark Fightsでポール・デイリーとウェルター級契約で対戦し、0-3の判定負けを喫した。

### Strikeforce復帰
2011年3月5日、3年ぶりのStrikeforce出場となったStrikeforce: Feijao vs. Hendersonでビリー・エヴァンゲリスタと対戦し、3-0の判定勝ちを収めた。同年6月18日、Strikeforce: Overeem vs. WerdumでKJ・ヌーンズと対戦し、3-0の判定勝ち。
2011年12月17日、Strikeforce: Melendez vs. MasvidalのStrikeforce世界ライト級タイトルマッチで王者ギルバート・メレンデスに挑戦し、0-3の5R判定負け。王座獲得に失敗した。

### UFC
2013年4月20日、UFC初出場となったUFC on FOX 7でティム・ミーンズと対戦し、3-0の判定勝ち。
2013年7月27日、UFC on FOX 8でマイケル・キエーザと対戦。1Rにパンチでダウンを奪われたものの、徐々に巻き返して2Rにダースチョークで一本勝ち。
2013年11月6日、UFC: Fight for the Troops 3でルスタム・ハビロフと対戦し、0-3の判定負け。敗れはしたものの、ファイト・オブ・ザ・ナイトを受賞した。
2015年4月4日、UFC Fight Night: Mendes vs. Lamasでライト級ランキング15位のアル・アイアキンタと対戦し、1-2の判定負けを喫したが、海外のMMAメディアサイトの採点では14人中12人の記者がマスヴィダルの勝利を支持するなど物議を醸す判定となった。
2015年7月12日、ウェルター級復帰戦となったThe Ultimate Fighter 21 Finaleでセザール・フェレイラと対戦し、クリンチ際の肘打ちでダウンを奪いパウンドで1RKO勝ち。パフォーマンス・オブ・ザ・ナイトを受賞した。
2015年11月28日、UFC Fight Night: Henderson vs. Masvidalで元UFC世界ライト級王者のベン・ヘンダーソンと対戦し、1-2の判定負け。当初、マスヴィダルは同大会でキム・ドンヒョンと対戦予定であったが、ヘンダーソンと対戦予定であったチアゴ・アウベスが欠場したため、マスヴィダルが代役でヘンダーソンと対戦した。
2016年12月3日、The Ultimate Fighter 24 Finaleでウェルター級ランキング15位のジェイク・エレンバーガーと対戦し、パウンドで1RTKO勝ち。
2017年1月28日、UFC on FOX 23でウェルター級ランキング5位のドナルド・セラーニと対戦。1R終盤にパンチ連打でダウンを奪いパウンドでKO寸前まで追い込み、直後の2R早々には右フックでダウンを奪い、セラーニが立ち上がった所にスタンドパンチ連打で追撃してTKO勝ち。パフォーマンス・オブ・ザ・ナイトを受賞した。
2017年5月13日、UFC 211でウェルター級ランキング3位のデミアン・マイアと対戦し、1-2の判定負け。
2017年11月4日、UFC 217でウェルター級ランキング2位のスティーブン・トンプソンと対戦し、0-3の判定負け。
2019年3月16日、約1年4か月ぶりの復帰戦となったUFC Fight Night: Till vs. Masvidalでウェルター級ランキング3位のダレン・ティルと対戦。1R序盤に左ストレートでダウンを奪われるも、直ぐに立ち直り2Rに左フックで失神KO勝ち。パフォーマンス・オブ・ザ・ナイトとファイト・オブ・ザ・ナイトを同時受賞した。試合後、バックステージでレオン・エドワーズと揉め事を起こした際、パンチを数発エドワーズに浴びせ、乱闘寸前となった。
2019年7月6日、UFC 239でウェルター級ランキング5位でキャリア21戦無敗のベン・アスクレンと対戦し、試合開始5秒に、タックルに合わせたカウンターの飛び膝蹴りで失神KO勝ち。パフォーマンス・オブ・ザ・ナイトを受賞し、UFC史上最短勝利記録を更新した。試合後、チームメイトのダスティン・ポイエーは「昨晩、夕食を共にした時に、マスヴィダルは試合開始早々に飛び膝蹴りをすると言っていたし、飛び膝蹴りを練習している動画も見せてもらったよ」と語り、コーチのマイク・ブラウンも、試合前にSNSでマスヴィダルが飛び膝蹴りを練習している動画を投稿していた。なお、マスヴィダルはこの試合で、同年のUFCノックアウト・オブ・ザ・イヤーとUFCパフォーマンス・オブ・ザ・イヤーを同時受賞した。

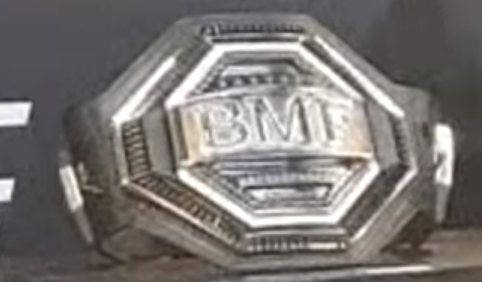
マスヴィダルが獲得したBMFベルト

2019年11月2日、マディソン・スクエア・ガーデンで開催されたUFC 244でウェルター級ランキング7位のネイト・ディアスと対戦。スタンドの攻防で終始圧倒し、3R終了時にドクターストップでTKO勝ち。マスヴィダルには、この試合のために制作された特別なベルトであるBMFベルト (Baddest Mother Fuckerの略。最高にイカしたやつの意）が贈られた。
2020年7月11日、UFC 251のUFC世界ウェルター級タイトルマッチで王者カマル・ウスマンに挑戦し、0-3の5R判定負け。王座獲得に失敗した。元々ウスマンに挑戦予定だったギルバート・バーンズが新型コロナウイルスに感染したことで、代役として大会6日前のオファーを受けての緊急参戦だった。6日間で約9.5kgの急激な減量やコーチのマイク・ブラウンが新型コロナウイルスに感染してセコンドにつけなくなるなどのトラブルもあったが、興行的にはペイ・パー・ビューが130万件売れる大成功を収めた大会となった。
2021年4月24日、UFC 261のUFC世界ウェルター級タイトルマッチで王者カマル・ウスマンと再戦し、2Rに右ストレートでダウンを奪われパウンドでKO負け。約13年ぶりのKO負けとなり、王座獲得に失敗した。
2022年3月5日、UFC 272でウェルター級ランキング1位のコルビー・コヴィントンと対戦。4Rに右フックをヒットさせ膝をつかせるものの、グラウンドの攻防で終始劣勢に立たされて0-3の5R判定負け。ファイト・オブ・ザ・ナイトを受賞した。
2023年4月8日、UFC 287でウェルター級ランキング5位のギルバート・バーンズと対戦し、0-3の判定負け。試合後に引退を発表した。
2024年7月6日、プロボクシング復帰戦となったカリフォルニア州アナハイムのホンダ・センターでネイト・ディアスと対戦し、10回0-2の判定負けを喫した。

## ファイトスタイル
スタンドでは主に近距離と中間距離での攻防に優れており、近距離では踏み込んでのリードフック、中間距離では堅実なボクシング技術と右ミドルキックを得意としている。また「Iron Chin（鉄の顎）」と形容される打たれ強さと、ストリートファイトで培った好戦的な性格から、パンチを貰っても笑顔で応え、打ち合いを要求するなどのアピールも見せる。さらに、グラップリングを得意としているマイケル・キエーザからダースチョークで一本勝ちを収めるなど、グラウンドでのスキルも高く、パウンドも主武器の一つである。

## 人物・エピソード
- ストリートファイトをバックボーンに持ち、長髪を生やした容姿や、対戦相手をノックアウトすることを「洗礼（バプテスマ）を授ける」と形容することから「ストリート・ジーザス（Street Jesus）」と呼ばれることもある[11]。
- 2021年4月にベアナックルの総合格闘技団体「ゲームブレッド・ファイティング・チャンピオンシップ」（Gamebred Fighting Championship）を創立し、同年6月18日に第1回大会が開催された[12][13]。また、2022年にはUFCファイトパスと提携して総合格闘技団体「アイコン・ファイティング・チャンピオンシップ」（iKON Fighting Championship）を創立した[14][15]。
- 2020年1月、メスカル（メキシコ特産蒸留酒）ブランド「レクエルド・メスカル（Recuerdo Mezcal）」とのパートナーシップを通じて、自身のメスカルブランド「エル・レクエルド・デ・オアハカ・ホベン（El Recuerdo de Oaxaca Joven）」を立ち上げた[16]。
- UFC 251では、王者カマル・ウスマンと対戦予定だったギルバート・バーンズが新型コロナウイルスに感染したことで、代役としてマスヴィダルが出場したが、急遽決定した試合だったことで6日間で体重を191ポンドから170ポンドまで21ポンド（約9.5kg）減量する必要があった。しかし、マスヴィダルはラスベガスから試合開催地のアブダビへ向かうプライベートジェットの中で突然ピザが食べたくなったとして、機長にイタリアのローマへ向かわせ、ローマの空港でピザを食べる余裕を見せた[17]。
- アメリカン・トップチームの元チームメイトのコルビー・コヴィントンとは親友同士であったが、お互い確執が生まれ、対立している[18]。
- 映画『スカーフェイス』のテーマ曲を入場曲にしており、UFC 244の記者会見ではスカーフェイスの主人公トニー・モンタナ（英語版）をモチーフにした白いスーツと赤いシャツを着用して登場した[19]。
- マスヴィダルが若い頃に行った賭けストリートファイトの映像がYouTubeなどの動画コンテンツで公開されており、1000万回再生を超える動画も存在している。この内、最も有名な19歳のときにキンボ・スライスの弟子レイナルド・フエンテスとベアナックル・ボクシングで対戦した試合では、マスヴィダルがマクドナルドのドライブスルーでビッグマックを注文していた最中に突然かかってきた電話で、地元のジムが同じだったもののほとんど会話らしい会話をしたことがなかったキンボから、1時間後に試合をできるかとオファーされ試合を受けたというエピソードがある[20][21]。
- ラッパーのアヌエルAAとは友人であり、UFC 261の前日計量時と入場時にはアヌエルがマスヴィダルのセコンドを務めた[22]。
- マスヴィダルのマネージャーを務めるマルキ・カワの妹イマン・カワと約10年間交際し、彼女との間に三児（息子一人、娘二人）を儲けている。

## 犯罪・トラブル
2020年1月30日、マイアミで開催されたスーパーボウルのイベントにて、偶然そこに居合わせたUFC世界ウェルター級王者のカマル・ウスマンと舌戦を繰り広げ、一触即発の事態となった。
2022年3月22日、マイアミのステーキハウスで食事を終え出てきたコルビー・コヴィントンに駆け寄って顔面を2発殴打し、コヴィントンの歯を一本折り手首に擦り傷を負わせ、コヴィントンが着用していたロレックスの腕時計に1万5000ドル相当の損害を加えたとして事件の翌日に逮捕され、加重暴行罪と器物損壊罪で起訴された。マスヴィダルはターナー・ギルフォード・ナイト矯正施設に拘留されたが、1万5000ドルを支払い条件付きで保釈された。マスヴィダルは無罪を主張し、4月28日の罪状認否では、コヴィントンへの接近禁止命令が下された。2023年11月6日、検察との司法取引に応じて2件の重罪が取り下げられたことを受け、マスヴィダルは軽罪の暴行罪を認めることで懲役刑や罰金刑などの刑罰に問われることを回避した。

## 戦績

### 総合格闘技
| 総合格闘技 戦績 | 総合格闘技 戦績 | 総合格闘技 戦績 | 総合格闘技 戦績 | 総合格闘技 戦績 | 総合格闘技 戦績 | 総合格闘技 戦績 |
| --------------- | --------------- | --------------- | --------------- | --------------- | --------------- | --------------- |
| 52 試合         | (T)KO           | 一本            | 判定            | その他          | 引き分け        | 無効試合        |
| 35 勝           | 16              | 2               | 17              | 0               | 0               | 0               |
| 17 敗           | 2               | 2               | 13              | 0               | 0               | 0               |

| 勝敗 | 対戦相手                         | 試合結果                            | 大会名                                                                       | 開催年月日     |
| ×    | ギルバート・バーンズ             | 5分3R終了 判定0-3                   | UFC 287: Pereira vs. Adesanya 2                                              | 2023年4月8日   |
| ×    | コルビー・コヴィントン           | 5分5R終了 判定0-3                   | UFC 272: Covington vs. Masvidal                                              | 2022年3月5日   |
| ×    | カマル・ウスマン                 | 2R 1:02 KO（右ストレート→パウンド） | UFC 261: Usman vs. Masvidal 2 【UFC世界ウェルター級タイトルマッチ】          | 2021年4月24日  |
| ×    | カマル・ウスマン                 | 5分5R終了 判定0-3                   | UFC 251: Usman vs. Masvidal 【UFC世界ウェルター級タイトルマッチ】            | 2020年7月11日  |
| ○    | ネイト・ディアス                 | 3R 5:00 TKO（ドクターストップ）     | UFC 244: Masvidal vs. Diaz 【BMF王座決定戦】                                 | 2019年11月2日  |
| ○    | ベン・アスクレン                 | 1R 0:05 KO（右飛び膝蹴り→パウンド） | UFC 239: Jones vs. Santos                                                    | 2019年7月6日   |
| ○    | ダレン・ティル                   | 2R 3:05 KO（左フック）              | UFC Fight Night: Till vs. Masvidal                                           | 2019年3月16日  |
| ×    | スティーブン・トンプソン         | 5分3R終了 判定0-3                   | UFC 217: Bisping vs. St-Pierre                                               | 2017年11月4日  |
| ×    | デミアン・マイア                 | 5分3R終了 判定1-2                   | UFC 211: Miocic vs. dos Santos 2                                             | 2017年5月13日  |
| ○    | ドナルド・セラーニ               | 2R 1:00 TKO（スタンドパンチ連打）   | UFC on FOX 23: Shevchenko vs. Pena                                           | 2017年1月28日  |
| ○    | ジェイク・エレンバーガー         | 1R 4:05 TKO（パウンド）             | The Ultimate Fighter 24 Finale                                               | 2016年12月3日  |
| ○    | ロス・ピアソン                   | 5分3R終了 判定3-0                   | UFC 201: Lawler vs. Woodley                                                  | 2016年7月30日  |
| ×    | ロレンズ・ラーキン               | 5分3R終了 判定1-2                   | UFC Fight Night: Almeida vs. Garbrandt                                       | 2016年5月29日  |
| ×    | ベンソン・ヘンダーソン           | 5分5R終了 判定1-2                   | UFC Fight Night: Henderson vs. Masvidal                                      | 2015年11月28日 |
| ○    | セザール・フェレイラ             | 1R 4:22 KO（肘打ち→パウンド）       | The Ultimate Fighter 21 Finale                                               | 2015年7月12日  |
| ×    | アル・アイアキンタ               | 5分3R終了 判定1-2                   | UFC Fight Night: Mendes vs. Lamas                                            | 2015年4月4日   |
| ○    | ジェームス・クラウス             | 5分3R終了 判定3-0                   | UFC 178: Johnson vs. Cariaso                                                 | 2014年9月27日  |
| ○    | ダロン・クルックシャンク         | 5分3R終了 判定3-0                   | UFC on FOX 12: Lawler vs. Brown                                              | 2014年7月26日  |
| ○    | パット・ヒーリー                 | 5分3R終了 判定3-0                   | UFC on FOX 11: Werdum vs. Browne                                             | 2014年4月19日  |
| ×    | ルスタム・ハビロフ               | 5分3R終了 判定0-3                   | UFC: Fight for the Troops 3                                                  | 2013年11月6日  |
| ○    | マイケル・キエーザ               | 2R 4:59 ダースチョーク              | UFC on FOX 8: Johnson vs. Moraga                                             | 2013年7月27日  |
| ○    | ティム・ミーンズ                 | 5分3R終了 判定3-0                   | UFC on FOX 7: Henderson vs. Melendez                                         | 2013年4月20日  |
| ○    | ジャスティン・ウィルコックス     | 5分3R終了 判定2-1                   | Strikeforce: Rockhold vs. Kennedy                                            | 2012年7月14日  |
| ×    | ギルバート・メレンデス           | 5分5R終了 判定0-3                   | Strikeforce: Melendez vs. Masvidal 【Strikeforce世界ライト級タイトルマッチ】 | 2011年12月17日 |
| ○    | KJ・ヌーンズ                     | 5分3R終了 判定3-0                   | Strikeforce: Overeem vs. Werdum                                              | 2011年6月18日  |
| ○    | ビリー・エヴァンゲリスタ         | 5分3R終了 判定3-0                   | Strikeforce: Feijao vs. Henderson                                            | 2011年3月5日   |
| ×    | ポール・デイリー                 | 5分3R終了 判定0-3                   | Shark Fights 13: Jardine vs. Prangley                                        | 2010年9月11日  |
| ○    | 小谷直之                         | 5分3R終了 判定2-1                   | 吉田秀彦引退興行 〜ASTRA〜                                                   | 2010年4月25日  |
| ×    | ルイス・パロミーノ               | 5分3R終了 判定1-2                   | G-Force Fights: Bad Blood 3                                                  | 2010年2月4日   |
| ○    | 北岡悟                           | 2R 3:23 TKO（パウンド）             | 戦極 〜第十一陣〜                                                            | 2009年11月7日  |
| ○    | エリック・レイノルズ             | 3R 3:33 チョークスリーパー          | Bellator 12                                                                  | 2009年6月19日  |
| ×    | トビー・イマダ                   | 3R 3:22 三角絞め                    | Bellator 5 【ライト級トーナメント 準決勝】                                   | 2009年5月1日   |
| ○    | ニック・アガラー                 | 1R 1:19 TKO（パウンド）             | Bellator 1 【ライト級トーナメント 1回戦】                                    | 2009年4月3日   |
| ○    | ハン・スーファン                 | 5分3R終了 判定3-0                   | 戦極 〜第六陣〜 【ライト級グランプリシリーズ2008 リザーブマッチ】            | 2008年11月1日  |
| ○    | ライアン・シュルツ               | 1R 1:57 TKO（パウンド）             | 戦極 〜第五陣〜                                                              | 2008年9月28日  |
| ×    | ホドリゴ・ダム                   | 2R 4:31 TKO（右ストレート）         | 戦極 〜第三陣〜                                                              | 2008年6月8日   |
| ○    | ライアン・ヒーリー               | 5分3R終了 判定3-0                   | Strikeforce: At The Dome                                                     | 2008年2月23日  |
| ○    | ブラント・ローズ                 | 1R 0:56 TKO（パンチ連打）           | Crazy Horse Fights                                                           | 2007年12月11日 |
| ○    | マット・リー                     | 1R 1:33 TKO（パンチ連打）           | Strikeforce: Playboy Mansion                                                 | 2007年9月29日  |
| ○    | イーブス・エドワーズ             | 2R 2:59 KO（右ハイキック）          | BodogFight: Alvarez vs. Lee                                                  | 2007年7月14日  |
| ○    | スティーブ・バーガー             | 5分3R終了 判定3-0                   | BodogFight: Clash of the Nations                                             | 2006年12月15日 |
| ○    | キース・ウィスニエフスキー       | 5分3R終了 判定2-1                   | BodogFight: To the Brink of War                                              | 2006年8月22日  |
| ○    | ヌリ・シャクアー                 | 5分3R終了 判定3-0                   | Absolute Fighting Championships 17 【AFCウェルター級王座決定戦】             | 2006年6月24日  |
| ○    | デイビッド・ガードナー           | 2R 4:34 TKO（パンチ連打）           | Absolute Fighting Championships 15                                           | 2006年2月18日  |
| ×    | ポール・ロドリゲス               | 1R 2:27 チョークスリーパー          | Absolute Fighting Championships 13                                           | 2005年7月30日  |
| ○    | ジョー・ローゾン                 | 2R 3:57 TKO（パウンド）             | Absolute Fighting Championships 12                                           | 2005年4月30日  |
| ×    | ハファエル・アスンソン           | 5分3R終了 判定0-3                   | Full Throttle 1                                                              | 2005年4月21日  |
| ○    | ジャスティン・ウィスニエフスキー | 5分2R終了 判定2-0                   | Absolute Fighting Championships 8                                            | 2004年5月1日   |
| ○    | ジュリアン・オルテガ             | 5分2R終了 判定3-0                   | Absolute Fighting Championships 6                                            | 2003年12月6日  |
| ○    | ローランド・デルガド             | 2R 2:14 TKO（パンチ連打）           | Absolute Fighting Championships 5                                            | 2003年9月5日   |
| ○    | ブライアン・ゲラティー           | 5分2R終了 判定3-0                   | Absolute Fighting Championships 4                                            | 2003年7月19日  |
| ○    | ブランドン・ブレッドソー         | 1R 3:55 KO（パンチ連打）            | HOOKnSHOOT: Absolute Fighting Championships 3                                | 2003年5月24日  |

### プロボクシング
| プロボクシング 戦績 | プロボクシング 戦績 | プロボクシング 戦績 | プロボクシング 戦績 | プロボクシング 戦績 | プロボクシング 戦績 | プロボクシング 戦績 |
| ------------------- | ------------------- | ------------------- | ------------------- | ------------------- | ------------------- | ------------------- |
| 2 試合              | (T)KO               | 判定                | その他              | 引き分け            | 無効試合            |                     |
| 1 勝                | 0                   | 1                   | 0                   | 0                   | 0                   |                     |
| 1 敗                | 0                   | 1                   | 0                   | 0                   | 0                   |                     |

| 戦           | 日付          | 勝敗 | 時間 | 内容    | 対戦相手               | 国籍           | 備考 |
| ------------ | ------------- | ---- | ---- | ------- | ---------------------- | -------------- | ---- |
| 1            | 2008年6月28日 | ☆    | 4R   | 判定2-0 | ジョセフ・ベンジャミン | アメリカ合衆国 |      |
| 2            | 2024年7月6日  | ★    | 10R  | 判定0-2 | ネイト・ディアス       | アメリカ合衆国 |      |
| テンプレート |               |      |      |         |                        |                |      |

## 獲得タイトル
- AFCウェルター級王座（2006年）
- BMF王座 (2019年)

## 表彰
- UFC
  - UFC ファイト・オブ・ザ・ナイト（3回）
  - UFC パフォーマンス・オブ・ザ・ナイト（4回）
  - UFC ノックアウト・オブ・ザ・イヤー（2019年/ベン・アスクレン戦）
  - UFC パフォーマンス・オブ・ザ・イヤー（2019年/ベン・アスクレン戦）[27]
- World MMA Awards
  - ブレイクスルー・ファイター・オブ・ザ・イヤー（2019年-2020年）
  - ノックアウト・オブ・ザ・イヤー（2019年-2020年/ベン・アスクレン戦）
- MMA Fighting
  - ノックアウト・オブ・ザ・イヤー（2019年/ベン・アスクレン戦）
- MMA Junkie
  - ブレイクスルー・ファイター・オブ・ザ・イヤー（2019年）
  - ノックアウト・オブ・ザ・イヤー（2019年/ベン・アスクレン戦）

## ペイ・パー・ビュー販売件数
| 開催年月日    | イベント                                             | 販売件数 | 備考         |
| ------------- | ---------------------------------------------------- | -------- | ------------ |
| 2021年4月24日 | UFC 261: カマル・ウスマン vs. ホルヘ・マスヴィダル 2 | 70万件   | ESPN+ 米国内 |
| 2020年7月12日 | UFC 251: カマル・ウスマン vs. ホルヘ・マスヴィダル   | 130万件  | ESPN+        |
| 2019年11月2日 | UFC 244: ホルヘ・マスヴィダル vs. ネイト・ディアス   | 92万件   |              |